# Фишенталь
Фишенталь (нем. Fischenthal) — коммуна в Швейцарии, в кантоне Цюрих.
Входит в состав округа Хинвиль. Население составляет 2154 человека (на 31 декабря 2007 года). Официальный код — 0114.

## Фотографии

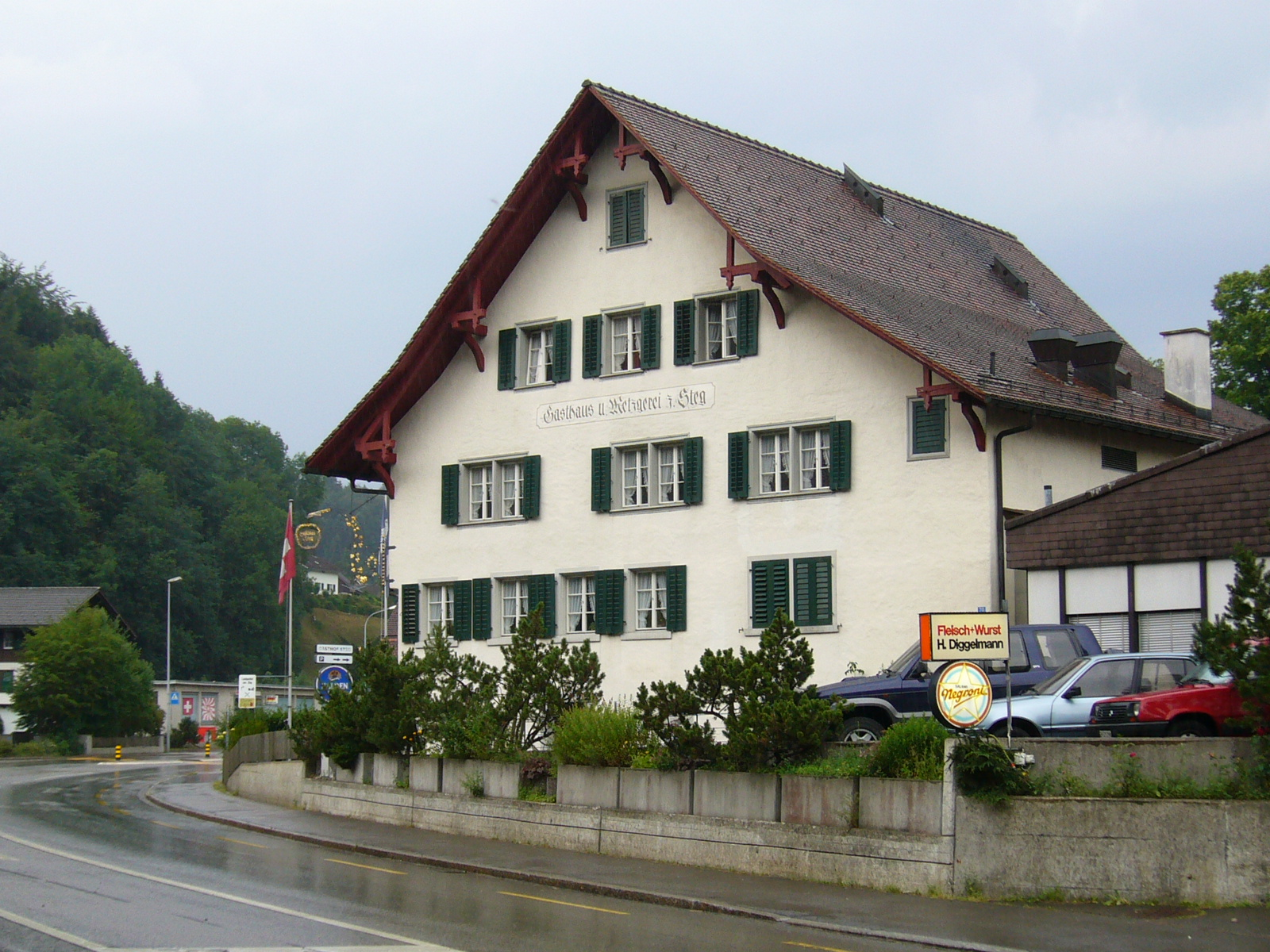
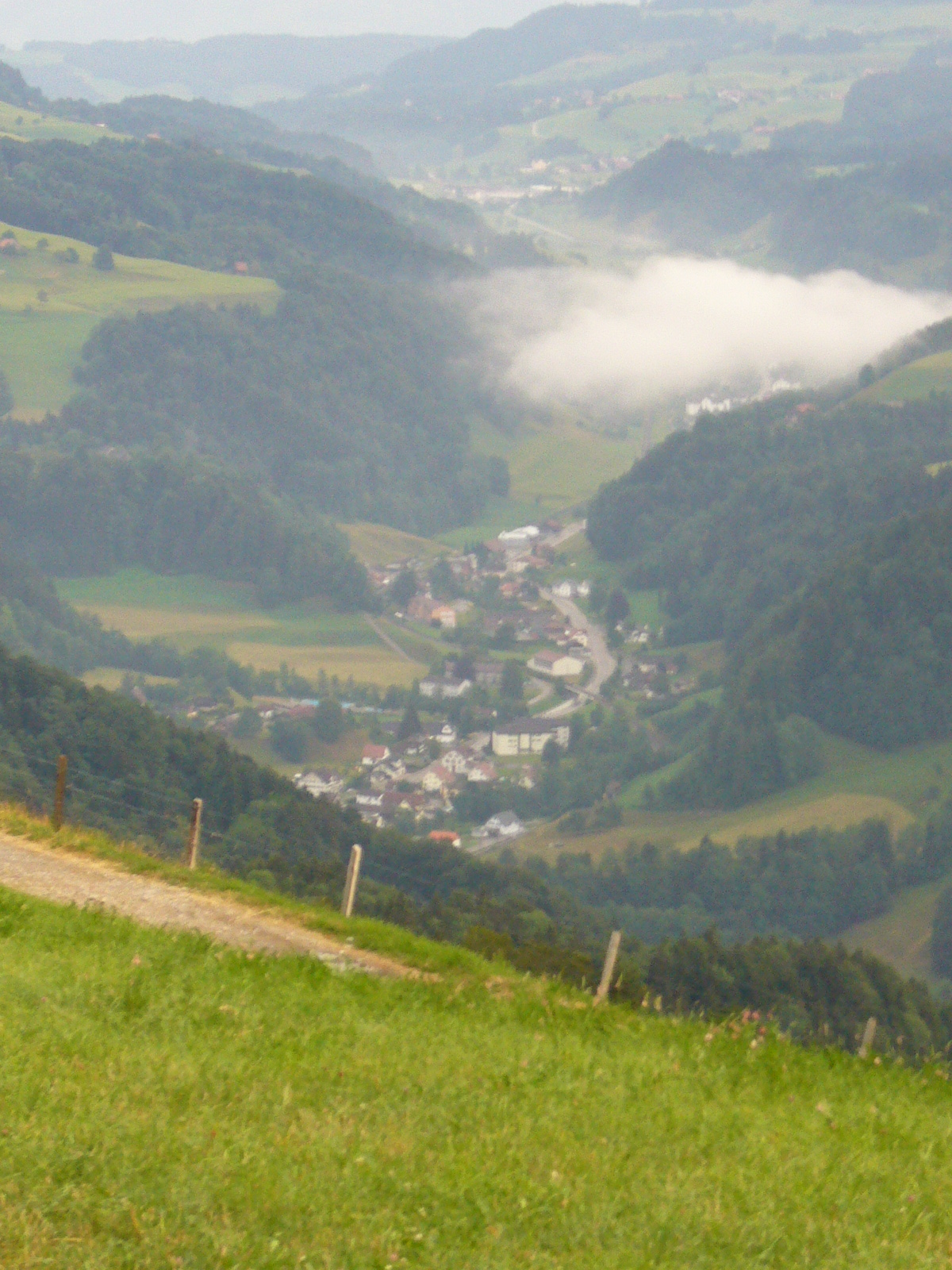

## Население
| Год  | Численность | Численность |
| ---- | ----------- | ----------- |
| 2017 | 2512        | [ 2 ]       |
| 2018 | 2501        | [ 1 ]       |